# David Wolfson
Pour les articles homonymes, voir Wolfson.
David Wolfson, né le 19 juillet 1968 à Liverpool, est un avocat britannique et pair à vie. Il est nommé ministre au ministère de la Justice le 22 décembre 2020 , poste qu'il quitte le 13 avril 2022.

## Biographie
Né à Liverpool en 1968, Wolfson fait ses études au King David High School de Liverpool, puis passe un an au Yeshivat HaKotel à Jérusalem. Il étudie les études orientales et le droit au Selwyn College, Cambridge, obtenant son diplôme en 1991 .
Wolfson fréquente la Inns of Court School of Law où il reçoit une bourse d'études Inns of Court. Il est admis au barreau d'Inner Temple, l'une des Inns of Court qui lui a accordé une bourse d'études majeure, en octobre 1992, où il est maintenant conseiller.
Wolfson exerce en droit commercial au One Essex Court à Temple, Londres. Wolfson intervient dans de nombreux litiges bancaires et commerciaux majeurs ces dernières années, et sa pratique s'est étendue à un large éventail de droit commercial, à la fois en litige et en arbitrage international. Il siège également comme arbitre dans des différends nationaux et internationaux.
Avant de rejoindre le gouvernement britannique, Wolfson reçoit le prix «Commercial Litigation Silk of the Year 2020» par The Legal 500, ainsi que «Commercial Litigation Silk of the Year» aux Chambers UK Bar Awards 2020.
Wolfson est nommé sous-secrétaire d'État parlementaire à la justice au ministère de la Justice le 22 décembre 2020. Il est ensuite créé baron Wolfson de Tredegar, de Tredegar dans le comté de Gwent le 30 décembre 2020 et présenté à la Chambre des lords le 7 janvier 2021.